# Kirneck (Fluss)
Die Kirneck ist ein Fluss in Frankreich, der im Département Bas-Rhin in der Region Grand Est verläuft. 

## Geographie

### Verlauf
Die Kirneck entspringt in den Vogesen, beim Gipfel Neuntelstein, im Gemeindegebiet von Barr, entwässert generell in östlicher Richtung und mündet nach 18 Kilometern unterhalb von Valff als linker Nebenfluss in die Andlau.

### Zuflüsse
- Sendelbach (links), 1,1 km[4]

### Orte am Fluss
(Reihenfolge in Fließrichtung)
- Barr: Hier wurde der Fluss in den Jahren 1865 bis 1867 abgedeckt, um die Geruchsbelästigung durch die Gerbereien zu reduzieren. Aus städtebaulichen Gründen wurde die Kirneck im Jahre 1997 zum Teil wieder freigelegt, um das Stadtbild attraktiver zu machen.
- Gertwiller
- Bourgheim
- Valff